# 大栗子街道
大栗子街道（だいりっし-かいどう）は中華人民共和国吉林省白山市臨江市に位置する街道。長白山と鴨緑江に囲まれ、臨江の中心から鴨緑江沿いに車で20分程下ったところに位置する。

## 歴史
大栗子は鴨緑江河岸に2つの大きな石があり、それが栗のように見えたことから命名された。1908年、臨江県洪生保の所管となり、1912年には第一区文治村、1932年には清化村の管轄とされた。満州国時代は満州重工業開発の子会社である東辺道開発株式会社の大栗子鉱業所が設置され社員住宅と工場、また鉱山用の鉄道が臨江から延びているだけの寒村であった。
1945年8月、ソ連対日参戦により、満州国政府は首都新京を放棄し大栗子に疎開、鉱業所宅は皇帝溥儀の仮御所となり、関係者は社員住宅を宿舎とした。8月15日の日本降伏宣言にともない、8月17日満州国の今後の方針を決定する緊急参議府会議が仮御所で開催、その結果8月18日皇帝の退位式が行われ満州国崩壊の舞台となった。1958年に大栗子鎮、2005年に大栗子街道と改称されている。
現在は鉄道が廃線となり、かつて大栗子駅があったところの近くにはモニュメントが建てられている。現在は臨江中心部への通勤者のためのベッドタウンとして住宅建設が行われている。